# Sigecheres brittae
Sigecheres brittae är en kräftdjursart som beskrevs av Bresciani 1964. Sigecheres brittae ingår i släktet Sigecheres, och familjen Nereicolidae. Arten är reproducerande i Sverige.